# Luiza Possi
Luiza Possi Gadelha (Rio de Janeiro, 29 giugno 1984) è una cantante brasiliana, figlia della cantante Zizi Possi e del produttore discografico Líber Gadelha.

## Biografia
Per via paterna, oltre a essere cugina dell’attrice Patrícia Pillar, è nipote dei cantanti e compositori Caetano Veloso e Gilberto Gil, ed è cugina della cantante Preta Gil. L’ambiente nel quale Luiza Possi crebbe e gli stimoli artistici ricevuti in famiglia  le dettero l’opportunità di assimilare atmosfere e tecniche musicali, così da esordire a diciott’anni partecipando a uno spettacolo alla sala del Canecão di Rio de Janeiro a fianco della madre, e debuttando nello stesso anno sul mercato discografico con l'album Eu sou assim nel quale venivano riprese melodie composte da altri autori, in particolare Rick Bonadio che fu anche il produttore del disco a cui si affiancò Líber Gadelha in qualità di direttore artistico. La Possi guadagnò grande popolarità grazie alla title track che venne inclusa nella colonna sonora della telenovela Mulheres apaixonadas, e grazie alla celebrità acquisita ricevette premi e riconoscimenti come miglior artista esordiente.

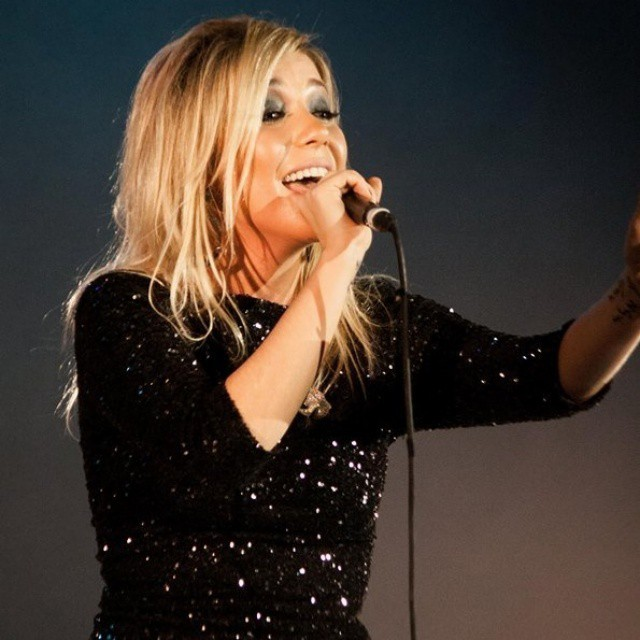
Luiza Possi nel 2013

Un’altra esecuzione di Luiza Possi, Over the Rainbow, fa parte della colonna musicale di Chocolate com pimenta, soap opera andata in onda nel 2004. La stessa sorte tocca a Tudo que há de bom, inclusa nelle musiche della telenovela Senhora do destino. Entrambi i brani sono tratti dal CD Pro mundo levar del 2004, anch’esso prodotto da Bonadio e con la direzione artistica di Gadelha. Nel medesimo anno ha duettato con Alceu Valença in Tesouro do desejo durante la tournée del cantante brasiliano. È stata interprete nelle registrazioni del CD e del DVD Barzinho e violão, per i quali ha ricevuto dal quotidiano carioca O Globo il riconoscimento di Miglior interprete.
Al 2007 risale uno spettacolo musicale – dal quale è stato ricavato un DVD – che si è tenuto al Teatro Municipal di Niterói e che ha visto protagonista la cantante brasiliana esibirsi nel suo repertorio di successi, sotto la direzione di Pedro Neschling. Poi la pubblicazione degli album A vida é mesmo agora: ao vivo nel 2007 e Bons ventos sempre chegam del 2009; quattro anni dopo è la volta di Sobre o amor e o tempo a cui seguono LP del 2016 e l’anno successivo Lembra. Nel 2020, in coppia con il cantante Felipe De Maria, ha realizzato l’album Submersos. La notorietà e la versatilità di Luiza Possi l'hanno portata anche negli studi televisivi e in teatro: è stata la presentatrice della trasmissione TV Jovens tardes, ha partecipato ai reality show musicali Ídols, The Voice Brasil e Show dos famosos nel popolare programma Domingão do Faustão; e nel 2016 ha esordito in teatro in qualità di attrice del musical Divas.

## Vita privata
Sul finire del secondo millennio è stata fidanzata con un impresario pubblicitario, Nelson Botega. Dal 2005 al 2009 è stata sentimentalmente legata all'attore Pedro Neschling, figlio del direttore d'orchestra John Neschling e dell'attrice Lucélia Santos ; in seguito è stata compagna del cantante Jay Vaquer e dell'umorista Marco Luque. Nel 2016 si è dichiarata bisessuale, dopo aver ammesso la sua relazione con la collega Marina Lima. Nel 2018 ha sposato il regista televisivo Cris Gomes, col quale l'anno dopo ha messo al mondo il suo primo figlio. Nel 2022 è nato il secondogenito della coppia.

## Discografia
Album in studio
- 2002 - Eu sou assim
- 2004 - Pro mundo levar
- 2006 - Escuta
- 2009 - Bons ventos sempre chegam
- 2013 - Sobre amor e o tempo
- 2016 - LP
- 2017 - Lembra
- 2020 - Submersos

Album dal vivo

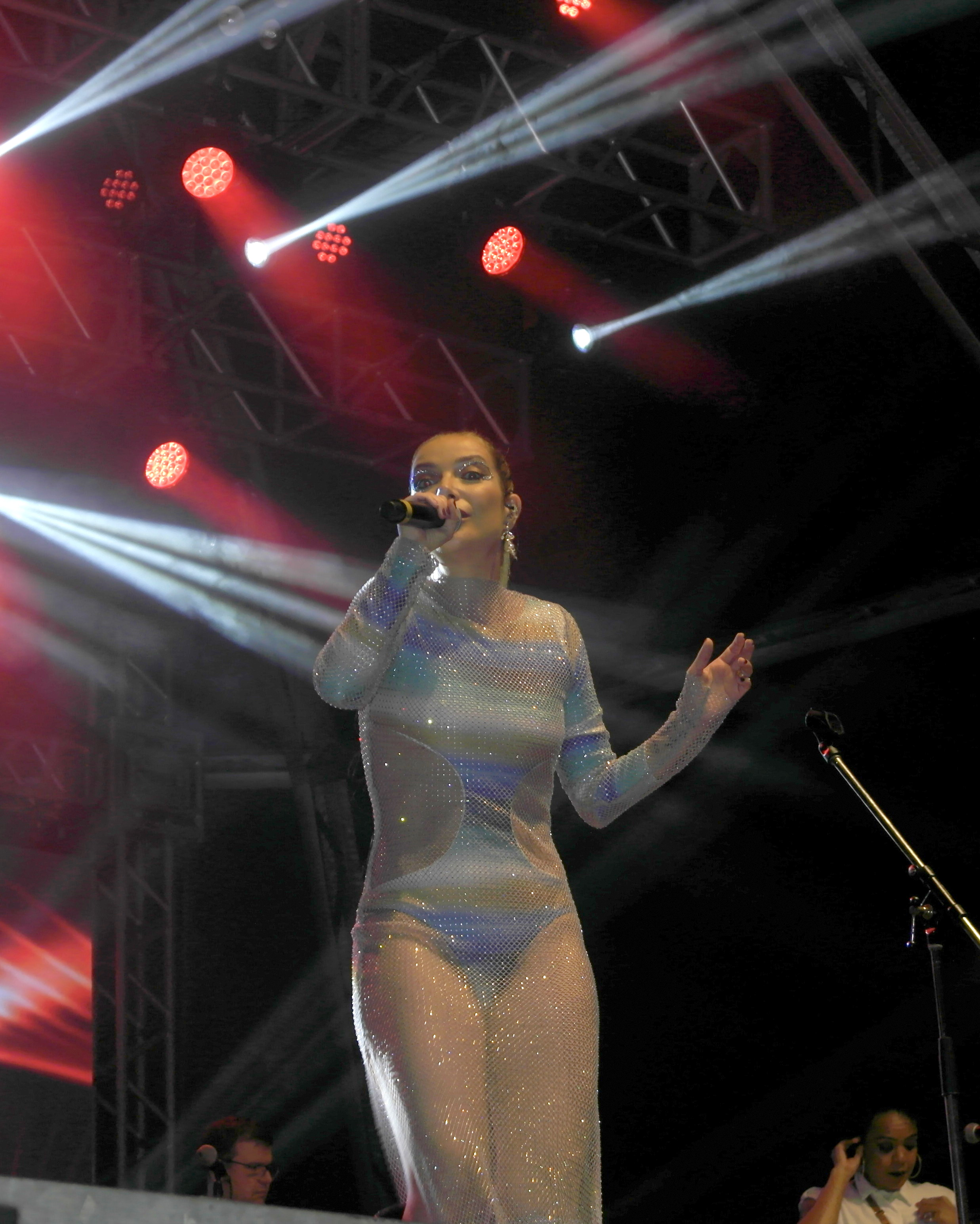
Luiza Possi in concerto (2023)

- 2007 - A vida é mesmo agora: ao vivo
- 2011 - Seguir cantando

Raccolte
- 2015 - Momentos